# Śluza Niemnowo
Śluza Niemnowo – osiemnasta śluza na Kanale Augustowskim (licząc od strony Biebrzy). Jest to trzecia śluza położona na terenie Białorusi i zarazem ostatnia przed połączeniem Kanału z Niemnem.
Wybudowana w latach 1828–1830 przez Jana Pawła Lelewela.
Pierwotnie była śluzą trójkomorową, ale podczas rekonstrukcji przeprowadzonej w latach 2004–2006 dobudowano czwartą komorę z uwagi na zmiany, jakie zaszły w trasie rzeki i warunkach jej przepływu. Jest to największa śluza.
- Położenie: 101,2 km kanału
- Różnica poziomów: 9,80 m
- Długość komór: 43,5 m
- Szerokość: 5,90 m
- Wrota: drewniane
- Rok budowy: 1828–1830
- Kierownik budowy: Jan Paweł Lelewel